# Deutzia macrantha
Deutzia macrantha là một loài thực vật có hoa trong họ Tú cầu. Loài này được Hook.f. & Thomson mô tả khoa học đầu tiên năm 1858.